# Monastère des Récollets (Sarlat-la-Canéda)
L'ancien monastère des Récollets de Sarlat-la-Canéda se situe dans un quadrilatère compris entre la rue Jean-Jacques-Rousseau et l'enceinte de la ville d'une part, et entre la rue de la Charité et la Côte de Toulouse d'autre part.

## Historique
En 1604, Louis II de Salignac de La Mothe-Fénelon est évêque de Sarlat et prend possession de son diocèse. Les guerres de Religion sont terminées et il devient nécessaire pour l'évêque de restaurer son diocèse. Il commande à son vicaire général, Jean Tarde (1562-1636) , une carte et un état de son diocèse.
Les guerres de Religion avaient vu s'affronter entre eux les membres des différents états de la société. Si Sarlat était restée attachée au catholicisme, le protestantisme était présent dans le Périgord. Henri IV avait essayé de rétablir la paix dans les esprits en promulguant l'édit de Nantes.
Pour rapprocher les laïcs de l'église, l'évêque favorise l'installation des confréries de Pénitents blancs, en 1607, et bleus, en 1608.
En 1613, il soutient l'installation des Récollets à Sarlat, malgré l'opposition des Franciscains dont un couvent se trouvait dans le faubourg de Lendrevie (détruit aujourd'hui) depuis 1258-1260. L'ordre des Récollets était issu d'une réforme de l'ordre des Franciscains et se voulant proche de l'étroite observance de saint François.
Les habitants de Sarlat contribuent à la construction du couvent en achetant la maison de Tustal ainsi que d'autres maisons autour. La construction de l'église peut commencer en 1618. Son gros œuvre est terminé en 1626. Mais son aménagement intérieur n'est terminé qu'en 1651 avec la pose de la voûte lambrissée en planches de châtaignier.
L'église est à nef unique orientée vers le sud avec deux chapelles à l'ouest dédiées à saint Bonaventure et à Notre-Dame. La décoration de l'église est très simple. Éclairée par quatre fenêtres en plein cintre à l'est, le long de la rue Jean-Jacques-Rousseau, on y accède par un portail monumental de style baroque. Ce style de portail, assez rare dans le Périgord, peut être comparé à celui de l'hôtel de ville de Sarlat donnant sur la rue Fénelon datant de la même époque.
Le décor de l'église était complété par un retable achevé en 1647, mais qui a disparu au XIXe siècle. On peut voir sur le mur nord une pierre gravée rappelant la date de construction et les circonstances. Les parents de Fénelon y ont été enterrés.
Pendant la Fronde, après la prise de Sarlat par l'armée du Grand Condé en 1653, les Récollets ont donné le signal de la révolte des habitants de la ville contre la soldatesque qui était logée chez eux.
En 1792, les derniers Récollets sont expulsés. L'église devient un club, puis est vendue comme bien national en 1796.
En 1804, elle est revendue et est occupée par les Pénitents blancs. Ils réaménagent la chapelle et ajoutent une tribune au nord.
Un chanoine de Notre-Dame de Paris leur donne un morceau de la Couronne d'épines en 1808.
Le général-comte Fournier-Sarlovèze rachète en 1816 les deux chapelles situées à l'ouest où il fait célébrer des cérémonies en l'honneur de la famille royale.
Les deux confréries des Pénitents blancs et des Pénitents bleus s'unissent en 1876. Les Pénitents bleus font transférer dans la chapelle leur mobilier liturgique datant de 1705. La confrérie fait poser un vitrail daté de 1890 rappelant cette union.
La chapelle est désaffectée depuis 1914. Elle a alors servi de gymnase et d'entrepôt. Elle est transformée en 1970 en musée d'art sacré à l'initiative de la Société des amis de Sarlat.
La chapelle des Récollets, devenue l’église des Pénitents, ainsi que son cloître, ont été inscrits à l'Inventaire supplémentaire des monuments historiques en 1937. La chapelle des Pénitents est classée au titre des monuments historiques en 1944.